# Chloroplaga pallida
Chloroplaga pallida är en fjärilsart som beskrevs av W. Warren 1916. Chloroplaga pallida ingår i släktet Chloroplaga och familjen trågspinnare. Inga underarter finns listade i Catalogue of Life.

## Bildgalleri

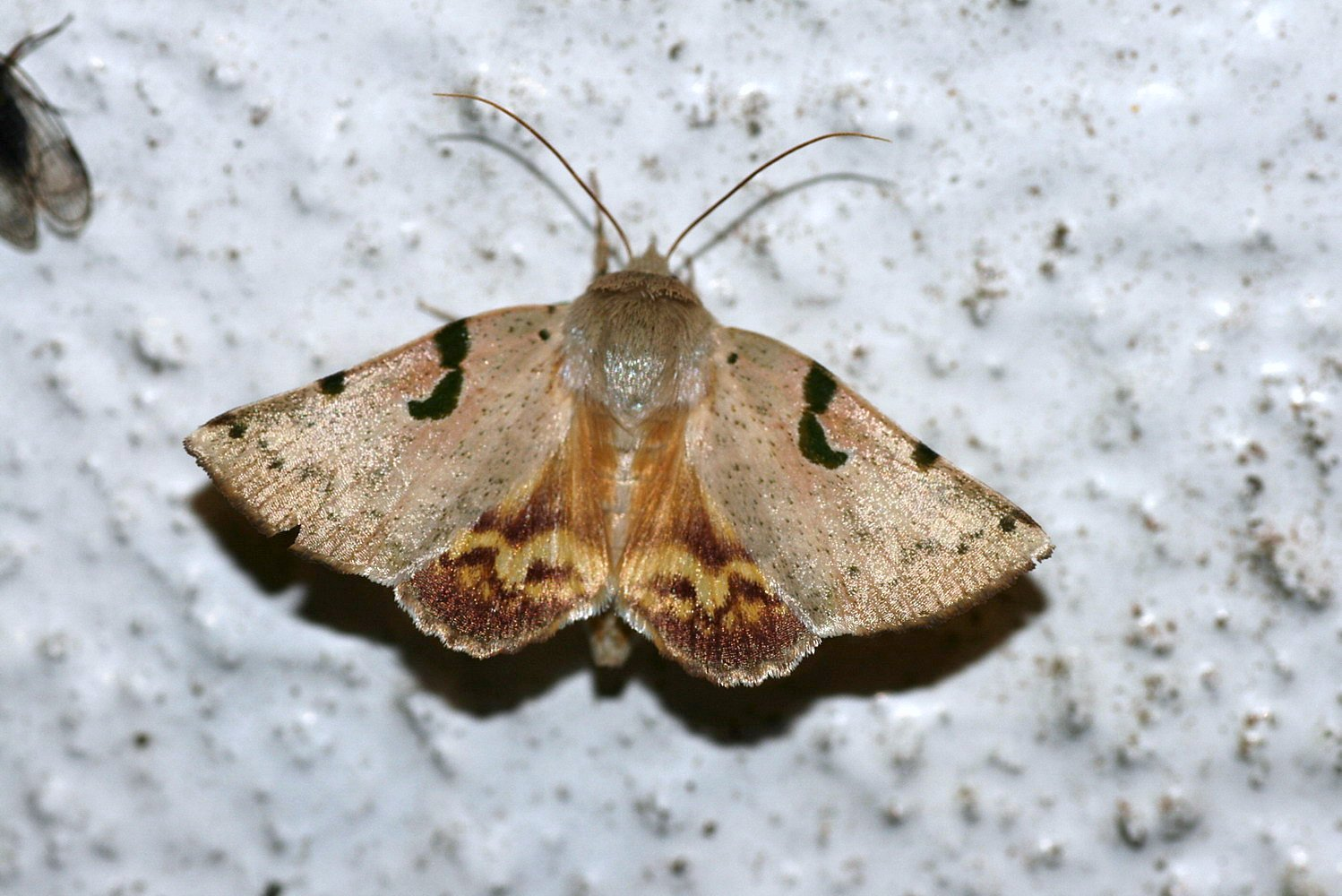
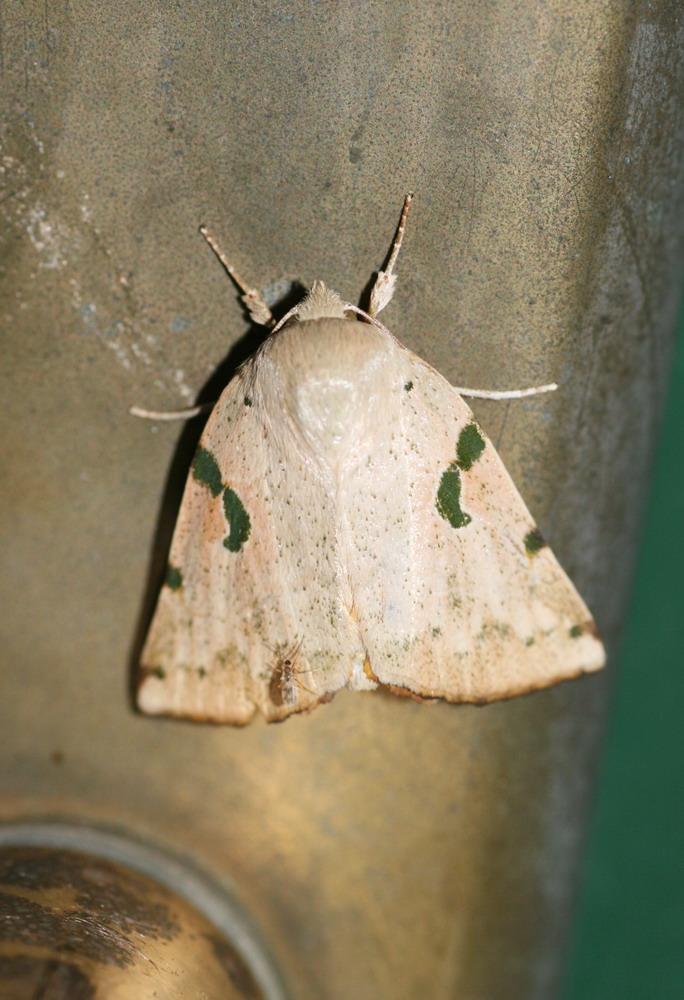